# Trabajo Social Forense
El comienzo del trabajo social forense se remonta a una de sus pioneras, Florence Kelley (1859–1932), que trabajó en una agencia que atendía a niños que sufrían explotación laboral. Sophonisba Breckinridge (1866–1948), por su parte, abogó por la inclusión de aspectos legales en la formación de trabajadores sociales.
Muchos de los pioneros en la formación del trabajo social como disciplina fueron abogados que comenzaron trabajando en organizaciones de caridad y establecieron la primera escuela. Desde entonces, se ha mantenido una conexión entre los trabajadores/as sociales y el ámbito legal. Con el tiempo, en los programas de formación académica, se permitió a los/as estudiantes realizar prácticas en juzgados, cárceles y otras instituciones de asistencia, y al graduarse, se integraban al sistema judicial.
El trabajo social forense se origina en torno a una variedad de problemas sociales, que incluyen violencia en diferentes ámbitos, abandono, cuidado de niños, abuso sexual, entre otros. Estos problemas a menudo terminan en el sistema judicial, lo que ha llevado al trabajo social a enfrentar nuevos desafíos al intervenir en el ámbito de la justicia, desarrollando programas para casos familiares, delitos juveniles, delitos sexuales, entre otros (Ovares et al., 2007).
El Trabajador Social Forense es un experto que participa en procedimientos judiciales en los que es requerido para elaborar un informe por orden de un tribunal, o por las partes, en cualquier nivel judicial y en todas las jurisdicciones.
El Trabajo Social Forense se ha descrito como una forma especializada de práctica que se centra en la conexión entre el ámbito legal y los servicios sociales, abordando cuestiones que requieren resolución judicial en los tribunales.

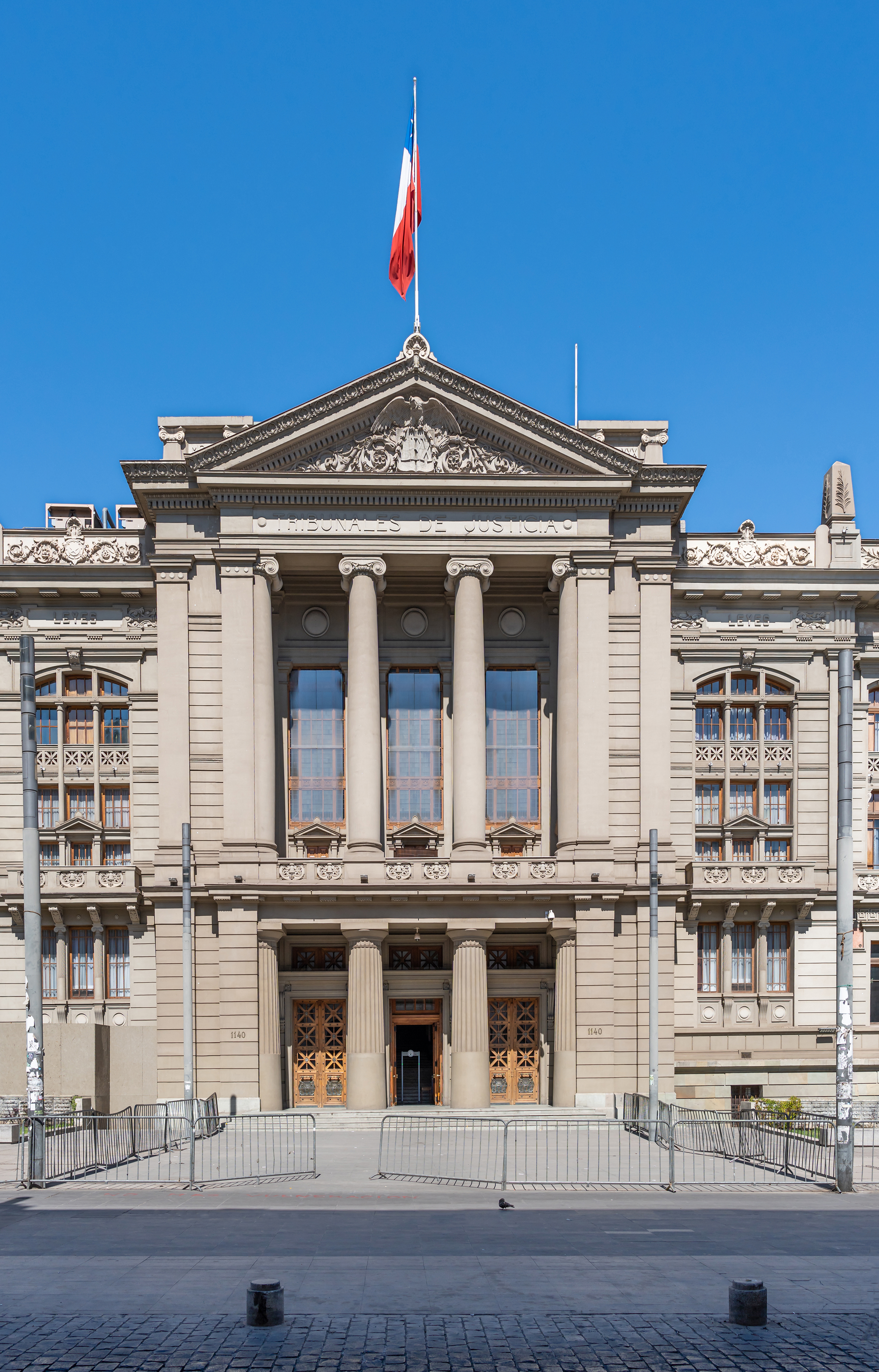
Tribunal de Justicia

El Trabajo Social Forense se define, según las autoras Calce, Krisman y Tagliani (2010, p.32), como "la labor realizada por trabajadores sociales dentro del Poder Judicial, específicamente en la ejecución de evaluaciones sociofamiliares en el contexto de visitas familiares supervisadas".

## Concepto de peritaje social
El peritaje social se define como un recurso que puede o no ser considerado como evidencia y se presenta en forma de informe. Su propósito es atender una solicitud emitida por una entidad dentro de un procedimiento legal.
Otra definición describe el peritaje social forense como una evaluación compleja que incluye a individuos activos dentro del ámbito legal, centrándose en las personas y su dignidad. Este tipo de evaluación va más allá de simplemente reportar resultados y percepciones, ya que implica una opinión profesional fundamentada en aspectos técnicos de la disciplina, respecto a la realidad investigada.

## Funciones del Perito Social
"Como profesional, empleará una metodología evaluativa propia de su disciplina. En el caso del trabajo social, esta se adapta a la metodología de las ciencias sociales y se fundamenta en una estrategia de investigación-acción que sigue una estructura lógica" (Pérez Fernández, 2011-2012, p. 34). 
La función del Perito se define en la nueva Ley de Enjuiciamiento Civil (LEC) como un medio específico de prueba dentro de un proceso, sin tener fuerza vinculante sobre las circunstancias del caso. Se designará cuando se requieran conocimientos científicos, técnicos o prácticos para evaluar hechos o circunstancias relevantes en el asunto o para obtener certeza sobre ellos.
En cuanto a quién puede designar a los peritos, la respuesta varía según dos tipos de peritos: 
- Perito Judicial: Nombrado por el Fiscal, el Juez o el Tribunal. Esto sucede cuando se considera relevante para el proceso en litigio, cuando una de las partes es beneficiaria de asistencia jurídica gratuita y la prueba pericial es pertinente (en casos de declaración o impugnación de la filiación, paternidad, maternidad, capacidad de las personas, o en procesos matrimoniales). Fuera de estos casos, el tribunal no puede designar peritos de oficio. También puede designarse a solicitud de las partes (abogados), siempre que estén de acuerdo en que el dictamen pericial sea emitido por un Trabajador Social específico y el Tribunal lo considere útil y pertinente.
- Perito Privado: Designado a solicitud de una de las partes (por uno de los abogados), cuando la parte demandada o demandante lo considere conveniente y necesario para los intereses de sus clientes. [11]

## Desarrollo histórico en España
En España, la inclusión del trabajador social en el ámbito de la administración de justicia comenzó en los primeros años de la década de 1990, lo que ha planteado importantes desafíos para los profesionales. En su libro "El trabajador social como perito judicial", Pilar Ruiz, trabajadora social que ejerce como perito en los juzgados de primera instancia e instrucción de Logroño, ha proporcionado contribuciones basadas en su experiencia en áreas como la reforma y protección de menores.
Soto y Alcázar (2019) publican su teoría del trabajo social forense, en la cual integran la tarea de cuatro autores/as de esta disciplina:
"Ruiz Rodríguez (2017) considera en primer lugar a las personas objeto de trabajo, a los y las justiciables, y plantea protocolos y formas de trabajo que tengan en cuenta su situación crítica. Para el trabajo social forense, la investigación de Ruiz Rodríguez (2013) es valiosa por la incursión que hace en los procesos penales: entiende que la realización por técnico de la prueba pre constituida es una función clara del trabajo social forense y forma en este tipo de entrevista. Además, se sitúa en la valoración pericial en la jurisdicción penal, en la que Ruiz Rodríguez (2017) propone un trabajo de diagnóstico social que ayude al juez a aplicar o no medidas o penas y en qué grado. Y en la violencia de género estudiada desde la condición de grupo familiar en crisis y también desde la condición de riesgo que sufren mujeres y niños y niñas. Y en la violencia de hijos a padres con esa misma idea de familia en crisis con posibilidad y capacidad de readaptación tras la crisis. 
Por todo ello y por el mayor número de informes que se solicitan en los juzgados españoles, Ruiz Rodríguez (2013, 2017) nombra informe socio familiar a la técnica principal del trabajo social forense y su denominación ha prendido en la profesión. Pero, las aportaciones de Ruíz no han quedado en lo metodológico, sino que van más allá y en su tarea investigadora y formativa ha impulsado el desarrollo profesional a través del asociacionismo, creando la Asociación de Trabajo Social Forense (www.trabajosocialforense.com) que preside y que agrupa a un gran número de los trabajadores sociales forenses de la administración de justicia española."
"En este contexto de crecimiento profesional de la disciplina en España surge la primera investigación doctoral que se lee en 2015 y publica en 2016 por parte de la Universidad Complutense de Madrid. En ella, el objetivo de Soto (2016) es aunar la investigación social aplicada con la acción cotidiana de los profesionales en los tribunales. Por una parte, la práctica habitual de los trabajadores/as sociales supone una fuente de datos de primer orden para realizar investigación social aplicada. Por otra parte, la investigación social que realiza revierte en la práctica de los profesionales ofreciendo marcos conceptuales y teorías de corto alcance (Merton, 1980), que resultan muy útiles para la comprensión de la realidad. 
Soto (2016) emplea la Teoría General de Sistemas unificada en los años treinta por Ludwig von Bertalanffy y la Ecología Social de Urie Bronfenbrenner (1987). Este marco teórico de referencia lo utilizó para comprender y explicar la actividad de las trabajadoras sociales insertas en los subsistemas: profesional, de la justicia y familiar. Por otra parte, el empleo de la teoría sistémica y el análisis de discurso también resultan útil en una esfera micro social, aplicado en la práctica cotidiana de los trabajadores/as sociales para la comprensión de las dinámicas familiares que se observan en los procesos de ruptura familiar."
"En el ámbito penal, Simón (2018) ha desarrollado su propuesta de modelo de pericial de intervención social, adaptándola a un marco teórico sobre el que construir el diagnóstico social en materia de violencia sexual.  
Su propuesta teórica parte de la premisa de que toda experiencia traumática tiene una dimensión individual y social.  Define el daño social como la afectación en las esferas familiar, laboral, económica, social y/o recreativa generada a consecuencia de una vivencia traumática. El concepto de daño social es el ámbito de valoración específico en el trabajo social forense que incluye en el diagnóstico la evaluación pericial del daño y las consecuencias sociales que el delito ha generado."
"Alcázar junto a Pérez y su equipo: Fernández Marín y García Doménech, presentaron una actualización de la escala de evaluación de la custodia compartida (Alcázar, 2014), ofreciendo una guía para la elaboración de un diagnóstico social en el informe pericial en casos de custodia compartida disputada.  Se trata de un protocolo de recogida y análisis de información obtenida en entrevistas que resulta muy útil en la evaluación de la custodia compartida.  Su esfuerzo ha recibido el premio Impulsa “Amparo Moreno” otorgado por los Colegios de Trabajo Social de Castellón, Valencia y Alicante y será publicado en la revista TS Nova próximamente."

## Elementos de la pericia
De acuerdo con lo establecido en el III Convenio Colectivo Único para el personal laboral de la Administración General del Estado (2009), donde se clasifica como "profesional en el área sanitario-asistencial, se describe al trabajador con titulación universitaria de Diplomado en Trabajo Social o Asistente Social. Bajo la dependencia funcional del organismo al que pertenece, este profesional realiza intervenciones proporcionando información y asesoramiento técnico a Tribunales, Juzgados, Fiscalías y Órganos Técnicos en relación con su área de especialización. Actuará tanto de manera individual como en colaboración con otros profesionales, elaborando los informes sociales solicitados por los mencionados organismos y colaborando con los demás miembros de los Equipos Técnicos para el desarrollo de dichas funciones.
En este contexto, el Trabajador Social, en su rol profesional como perito, deberá adherirse a normas establecidas tanto en el ámbito jurídico como en la propia profesión. Además, deberá esforzarse por alcanzar el máximo nivel de rigor, lo cual requiere la aplicación de una metodología específica para cumplir con los objetivos establecidos y responder adecuadamente a las cuestiones planteadas.
Chirro (2007)  describe el peritaje social como "el objetivo principal del área de trabajo social, que consiste en la detección y diagnóstico del problema social desde una perspectiva científica y práctica, ya sea a nivel individual o colectivo, en el cual hay una víctima de un hecho delictivo"
Mioto (2001)   sugiere cuatro elementos esenciales para una evaluación pericial: la competencia técnica, la competencia teórico-metodológica, la autonomía y el compromiso ético. 
Pérez Fernández (2011-2012)  propone que se debe fundamentar en el método científico, el cual se compone de cinco etapas básicas:
1. Estudio o investigación.
2. Evaluación o diagnóstico.
3. Emisión del dictamen pericial.
4. Presentación del dictamen pericial.
5. Ratificación del dictamen.

## El Peritaje Social en Violencia de Género
La Ley Orgánica 1/2004 de Medidas de Protección Integral contra la Violencia de Género estableció una jurisdicción especial conocida como los Juzgados de Violencia sobre la Mujer. Además, reguló la creación de Unidades de Valoración Forense Integral, integradas en los Institutos de Medicina Legal, compuestas por psicólogos, trabajadores sociales y médicos forenses. Estas unidades tienen la responsabilidad de asesorar al tribunal en casos relacionados con víctimas de violencia de género y desarrollar protocolos de actuación. Posteriormente, la Ley Orgánica 7/2015 amplió la denominación a Institutos de Medicina Legal y Ciencias Forenses, incluyendo las nuevas disciplinas que los conforman. En la actualidad, la mayoría de los trabajadores sociales forenses que trabajan para la Administración de Justicia están adscritos a estos institutos.